# Eberhard Lantzius-Beninga
Eberhard Lantzius-Beninga (geboren 29. August 1808 in Stikelkamp; gestorben 1902) war ein deutscher Forstbeamter, Gutsbesitzer und Abgeordneter der Nationalliberalen Partei im Preußischen Landtag.

## Leben
Eberhard Lantzius-Beninga kam als Mitglied der Familie Lantzius-Beninga, Erben der im Mannesstamm ausgestorbenen Beninga, eines der ältesten Häuptlingsgeschlechter in Ostfriesland, zur Welt. Geboren 1808, war er der dritte von vier Söhnen des ostfriesischen Oberförsters Bojung Scato Lantzius-Beninga.
Ähnlich wie sein Vater wirkte auch Eberhard Lantzius-Beninga als Oberförster. Er galt als „freundlicher Forstmann [und war] gern gesehen.“ Nachdem er der Nationalliberalen Partei beigetreten war, wurde er 1876 Abgeordneter im Preußischen Landtag. Er starb 1902 im Alter von 93 oder 94 Jahren.